# Open Sud de France 2021 - Qualificazioni singolare
Le qualificazioni del singolare del Open Sud de France 2021 sono un torneo di tennis preliminare per accedere alla fase finale della manifestazione. I vincitori dell'ultimo turno sono entrati di diritto nel tabellone principale. In caso di ritiro di uno o più giocatori aventi diritto a questi sono subentrati i Lucky loser, ossia i giocatori che hanno perso nell'ultimo turno ma che avevano una classifica più alta rispetto agli altri partecipanti che avevano comunque perso nel turno finale.

## Teste di serie
1. Kamil Majchrzak (primo turno)
2. Grégoire Barrère (qualificato)
3. Antoine Hoang (secondo turno)
4. Damir Džumhur (primo turno)

1. Arthur Rinderknech (primo turno)
2. Carlos Alcaraz (primo turno)
3. Bernabé Zapata Miralles (qualificato)
4. Peter Gojowczyk (qualificato)

## Qualificati
1. Grégoire Barrère
2. Bernabé Zapata Miralles

1. Peter Gojowczyk
2. Tallon Griekspoor

## Tabellone

### Legenda
| - Q = Qualificato - WC = Wild card - LL = Lucky loser | - ALT = Alternate - SE = Special Exempt - PR = Protected Ranking | - w/o = Walkover - r = Ritirato - d = Squalificato |

### Sezione 1
|  | Primo turno | Primo turno     | Primo turno     | Primo turno     | Primo turno |  |  | Ultimo turno | Ultimo turno    | Ultimo turno    | Ultimo turno | Ultimo turno |  |
|  |             |                 |                 |                 |             |  |  |              |                 |                 |              |              |  |
|  | 1           | Kamil Majchrzak | 6               | 4               | 4           |  |  |              |                 |                 |              |              |  |
|  |             | Lukáš Lacko     | 4               | 6               | 6           |  |  |              | Lukáš Lacko     | Lukáš Lacko     | 2            | 1            |  |
|  |             | Maxime Janvier  | Maxime Janvier  | Maxime Janvier  | r           |  |  | 8            | Peter Gokowczyk | Peter Gokowczyk | 6            | 6            |  |
|  | 8           | Peter Gokowczyk | Peter Gokowczyk | Peter Gokowczyk |             |  |  |              |                 |                 |              |              |  |

### Sezione 2
|  | Primo turno | Primo turno             | Primo turno             | Primo turno | Primo turno |  |  | Ultimo turno | Ultimo turno            | Ultimo turno | Ultimo turno | Ultimo turno |  |
|  |             |                         |                         |             |             |  |  |              |                         |              |              |              |  |
|  | 2           | Grégoire Barrère        | 2                       | 6           | 6           |  |  |              |                         |              |              |              |  |
|  |             | Halys Quentin           | 6                       | 2           | 4           |  |  | 2            | Grégoire Barrère        | 4            | 6            | 6            |  |
|  |             | Botic Van de Zandschulp | Botic Van de Zandschulp | 6           | 7           |  |  |              | Botic Van de Zandschulp | 6            | 3            | 4            |  |
|  | 5           | Arthur Rinderknech      | Arthur Rinderknech      | 2           | 5           |  |  |              |                         |              |              |              |  |

### Sezione 3
|  | Primo turno | Primo turno       | Primo turno     | Primo turno | Primo turno |  |  | Ultimo turno | Ultimo turno      | Ultimo turno      | Ultimo turno | Ultimo turno |  |
|  |             |                   |                 |             |             |  |  |              |                   |                   |              |              |  |
|  | 3           | Antoine Hoang     | Antoine Hoang   | 6           | 6           |  |  |              |                   |                   |              |              |  |
|  | WC          | Luca Van Assche   | Luca Van Assche | 4           | 0           |  |  | 3            | Antoine Hoang     | Antoine Hoang     | 62           | 3            |  |
|  |             | Tallon Griekspoor | 4               | 6           | 6           |  |  |              | Tallon Griekspoor | Tallon Griekspoor | 7            | 6            |  |
|  | 6           | Carlos Alcaraz    | 6               | 3           | 1           |  |  |              |                   |                   |              |              |  |

### Sezione 4
|  | Primo turno | Primo turno             | Primo turno             | Primo turno | Primo turno |  |  | Ultimo turno | Ultimo turno            | Ultimo turno            | Ultimo turno | Ultimo turno |  |
|  |             |                         |                         |             |             |  |  |              |                         |                         |              |              |  |
|  | 4           | Damir Džumhur           | 7                       | 6           | 3           |  |  |              |                         |                         |              |              |  |
|  | WC          | Kyrian Jacquet          | 6                       | 7           | 6           |  |  | WC           | Kyrian Jacquet          | Kyrian Jacquet          | 1            | 1            |  |
|  |             | Serhij Stachovs'kyj     | Serhij Stachovs'kyj     | 1           | 0           |  |  | 7            | Bernabé Zapata Miralles | Bernabé Zapata Miralles | 6            | 6            |  |
|  | 7           | Bernabé Zapata Miralles | Bernabé Zapata Miralles | 6           | 6           |  |  |              |                         |                         |              |              |  |